# Vlag van Waver
De vlag van Waver is op onbekende datum bij raadsbesluit vastgesteld als de vlag van de Waals-Brabantse gemeente Waver. De vlag kan als volgt worden beschreven:
Drie witte waterlelies aangebracht, geplaatst in 2 en 1.
De vlag is volledig gebaseerd op het gemeentewapen en ziet er dus helemaal hetzelfde uit.